# Kolomna
Kolomna (russisch Коло́мна) ist eine Stadt in Russland. Sie liegt etwa 110 km südöstlich von Moskau, im Süden der Oblast Moskau, und hat 144.589 Einwohner (Stand 14. Oktober 2010). Sie ist eine der ältesten Städte des Moskauer Umlandes.

## Geschichte

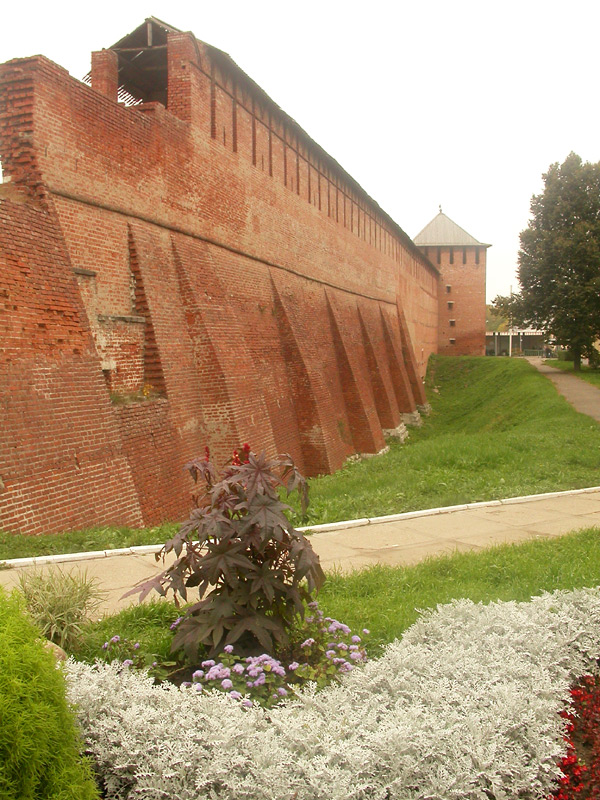
Mauer des Kremls von Kolomna: Die Gesamtlänge der Mauern betrug zwei Kilometer bei einer Stärke von 3 bis 5 Metern und einer Höhe von 18 bis 24 Metern. Die Zahl der Türme erreichte 17, doch sind bis heute lediglich 7 davon erhalten geblieben.

Das am Zusammenfluss von Moskwa und Oka liegende Kolomna ist seit 1177 als Grenzposten des Fürstentums Rjasan bekannt. Kolomna hat an wichtigen Handelswegen gelegen und so wurde die Stadt zum Objekt eines erbitterten Kampfes zunächst der Fürsten von Wladimir und dann der Moskauer Fürsten. 1301 wurde es Teil des Großfürstentums Moskau. Zwischen dem 13. und 16. Jahrhundert wurde die Stadt immer wieder von Tataren angriffen und mehrfach verwüstet. Daher diente Kolomna regelmäßig als Sammelpunkt der russischen Truppen für die Kriegszüge gegen die Tataren. Der Fürst Dmitri Donskoi besichtigte hier im Jahre 1380 die Kriegertruppen auf dem Weg in die Schlacht auf dem Kulikowo Pole. 1385 wurde Kolomna unerwartet vom Rjasaner Fürsten Oleg erobert, kam aber bereits nach wenigen Jahren wieder unter die Herrschaft Moskaus. Während des Stehens an der Ugra war die Stadt Stützpunkt des Heeres des Großfürstentums Moskau unter Iwan III. Zwischen 1525 und 1531 wurde in Kolomna ein massiver Kreml aus Stein errichtet, die zweitgrößte Befestigungsanlage nach dem Moskauer Kreml. Durch die neue Festungsanlage, die ein Teil der damals errichteten Verhaulinie des Moskauer Staates wurde, wuchs die strategische Bedeutung der Stadt. Während der Zeit der Wirren, Anfang des 17. Jahrhunderts, war Kolomna von polnischen Truppen besetzt.

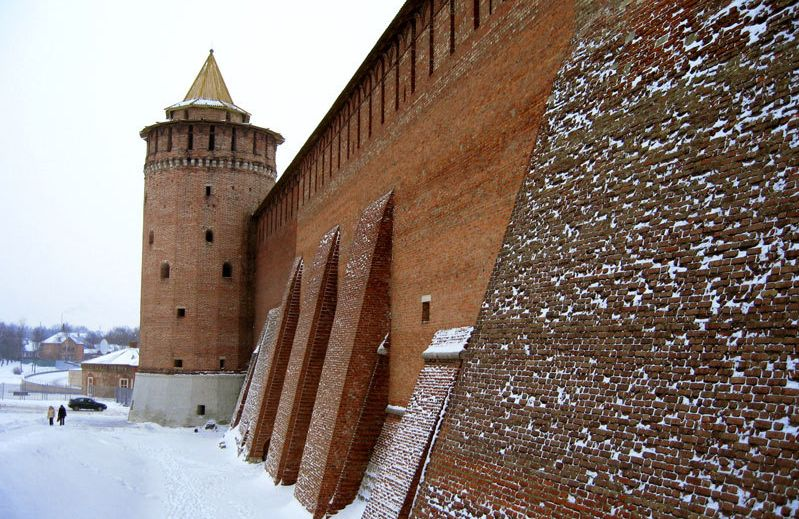
Der Marinkina-Turm an der Kremlmauer

Später lag die Bedeutung Kolomnas, aufgrund seiner Lage an einem wichtigen Transportweg, vor allem in seiner Rolle als Handelsstadt. 1775 weilte die russische Zarin Katharina II. in Kolomna. Einige Zeit später, 1778, wurde der Architekt Matwei Kasakow nach Kolomna geschickt, um einen Generalplan für die Umgestaltung der Stadt zu entwickeln. 1784 wurde dieser Plan angenommen.
1862 erhielt Kolomna Eisenbahnanschluss nach Moskau im Zuge des Baus der Strecke Moskau–Rjasan, was der Stadt den Anstoß für die industrielle Entwicklung gab. 1863 wurden ein Lokomotivenwerk und eine Maschinenbaufabrik gegründet und im gleichen Jahr erhielt Kolomna ein öffentliches Krankenhaus. 1864 wurde eine Eisenbahnbrücke über die Oka eröffnet und so die Verlängerung der Bahnstrecke nach Rjasan ermöglicht. Die Streikwelle während der Russischen Revolution von 1905 wurde auch von der Arbeiterschaft von Kolomna mitgetragen.
Ein vom Observatorium Andruschiwka am 26. August 2008 entdeckter Asteroid wurde zu Ehren der Stadt (269251) Kolomna benannt.

### Bevölkerungsentwicklung
| Jahr | Einwohner |
| ---- | --------- |
| 1897 | 20.277    |
| 1926 | 35.000    |
| 1939 | 75.112    |
| 1959 | 99.693    |
| 1970 | 135.934   |
| 1979 | 147.295   |
| 1989 | 161.881   |
| 2002 | 150.129   |
| 2010 | 144.589   |

Anmerkung: Volkszählungsdaten (1926 gerundet)

## Verkehr, Bildung und Kultur

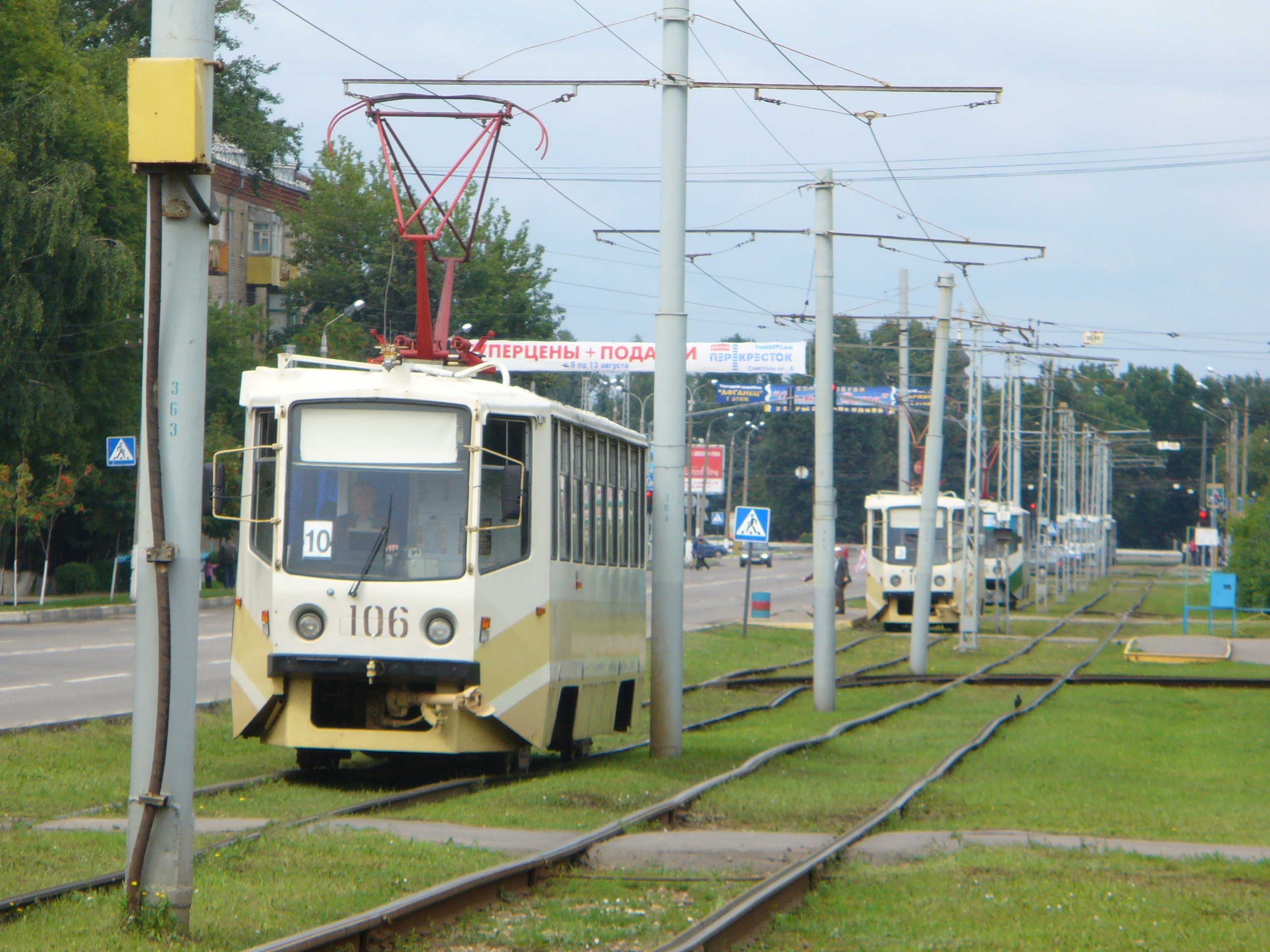
Straßenbahnen in Kolomna

Heute ist Kolomna einer der bedeutendsten Industrie- und Wissenschaftsstandorte der Oblast Moskau. Der wichtigste Betrieb der Stadt ist die Lokomotivfabrik Kolomna. Außerdem gibt es mehrere Maschinenbaubetriebe, Baustoffwerke und Nahrungsmittelindustrie.
In Kolomna gibt es mehrere Hochschuleinrichtungen, so z. B. das Pädagogische Institut Kolomna, ein geistliches Seminar und eine Filiale der Militärischen Artillerieuniversität.
Die Stadt hat Eisenbahnanschluss und einen Binnenhafen. Für den öffentlichen Nahverkehr gibt es unter anderem ein eigenes Straßenbahnnetz. Kolomna ist mit der russischen Hauptstadt Moskau über die Fernstraße M5 verbunden.
2007 wurde die moderne Eisschnelllaufhalle Kometa eröffnet, in der im Januar 2008 die Eisschnelllauf-Mehrkampfeuropameisterschaften und 2016 die Einzelstreckenweltmeisterschaften stattfanden.

## Sehenswürdigkeiten

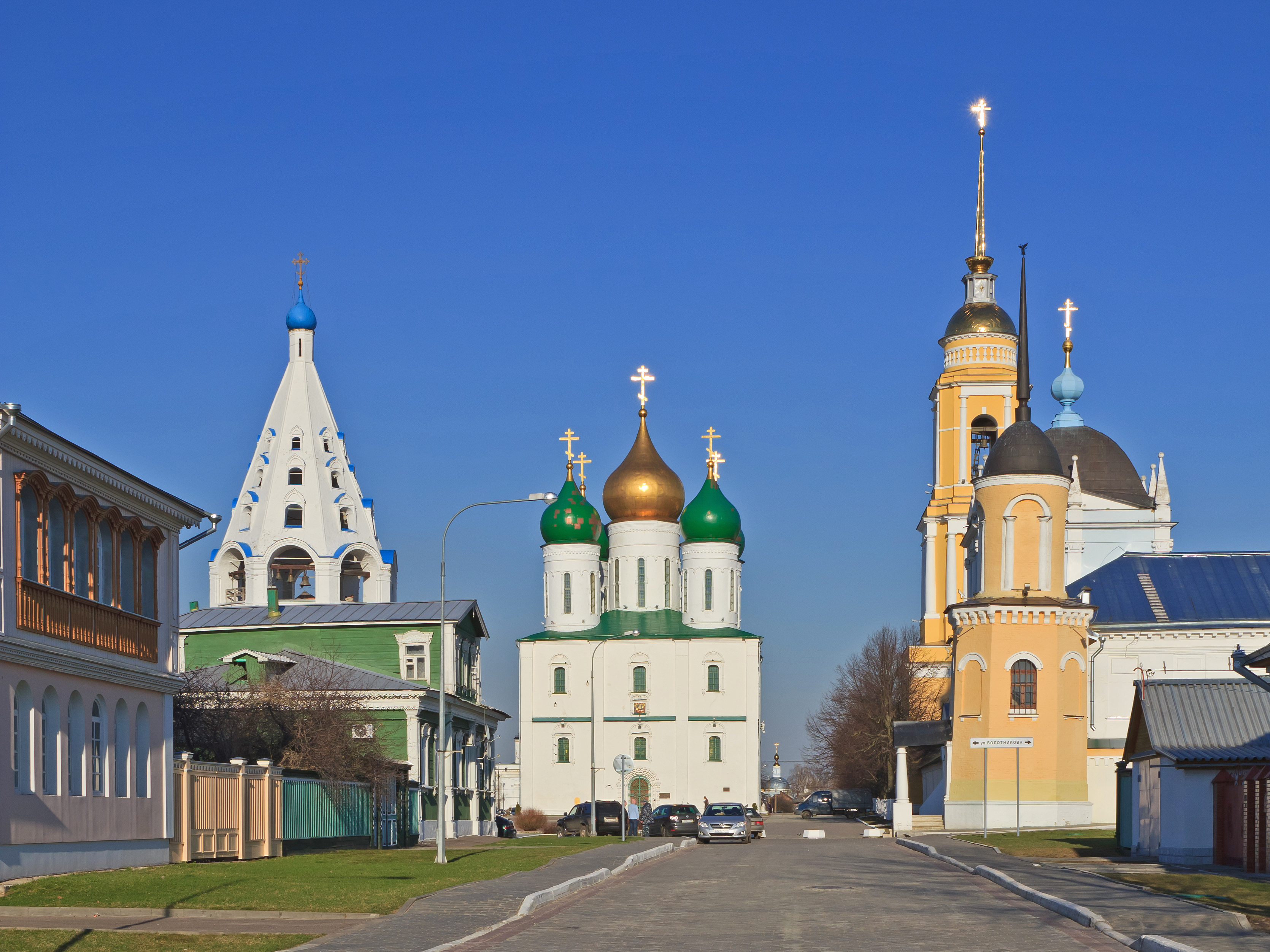
Das historische Stadtzentrum von Kolomna

Vom im 16. Jahrhundert erbauten Kreml von Kolomna sind neben den Ziegelmauern und Türmen die Uspenskaja-Kirche (erbaut 1672–1682), der Glockenturm (1825) und das im 18. Jahrhundert von Matwei Kasakow errichtete Bischofshaus erhalten. Im Stadtgebiet gibt es außerdem die Bogojawlenskaja-Kirche vom Ende des 17. Jahrhunderts, die Wosnessenskaja-Kirche (errichtet 1799 von Matwei Kasakow) sowie zwei Klöster aus dem 14. und 17. Jahrhundert.
Unter den weltlichen Bauwerken sind unter anderem zwei im Barockstil errichtete Kaufmannshäuser sowie die aus dem frühen 19. Jahrhundert stammende Ladenzeile (russ. torgowy rjad) bemerkenswert.
In Kolomna gibt es ein Literatur- und ein Heimatmuseum.

## Söhne und Töchter der Stadt
- Michail († 1379), provisorischer Metropolit von Moskau
- Philaret Drosdow (1783–1867), Metropolit der Russisch-Orthodoxen Kirche
- Iwan Laschetschnikow (1792–1869), Schriftsteller
- Wiktor Golzew (1850–1906), Journalist, Publizist, Literaturkritiker
- Alexander Sweschnikow (1890–1980), Dirigent und Chorleiter
- Johannes Rasumow (1898–1990), Metropolit der Russisch-Orthodoxen Kirche
- Iwan Spirin (1898–1960), Pilot und Hochschullehrer
- Sergei Iljin (1906–1997), Fußball- und Bandyspieler
- Nina Watolina (1915–2002), Plakatkünstlerin
- Wiktor Tschistochwalow (1921–1973), Fußballspieler
- Wiktor Makejew (1924–1985), Raketenkonstrukteur
- Wladimir Iljin (1928–2009), Fußballspieler[3]
- Galina Balaschowa (* 1931), Architektin
- Juri Pantjuchow (1931–1981), Eishockeyspieler
- Anatoli Larkin (1932–2005), Physiker
- Michail Mustygin (1937–2023), Fußballspieler
- Waleri Muratow (* 1946), Eisschnellläufer
- Gennadi Gudkow (* 1956), Politiker
- Tatjana Orlowa (* 1956), Schauspielerin
- Michail Tjurin (* 1960), Kosmonaut
- Edward Frenkel (* 1968), Mathematiker
- Julian (* 1973), Popsänger
- Dmitri Dorofejew (* 1976), Eisschnellläufer
- Iwan Podschiwalow (* 1982), Ruderer
- Alexander Sokolow (* 1982), Volleyballspieler
- Jekaterina Lobyschewa (* 1985), Eisschnellläuferin
- Alexei Jessin (* 1987), Eisschnellläufer
- Swetlana Popowa (* 1988), Beachvolleyballspielerin
- Vitalik Buterin (* 1994), kanadisch-russischer Softwareentwickler und Autor
- Daniil Aldoschkin (* 2001), Eisschnellläufer